# Меерсон, Григорий Абрамович

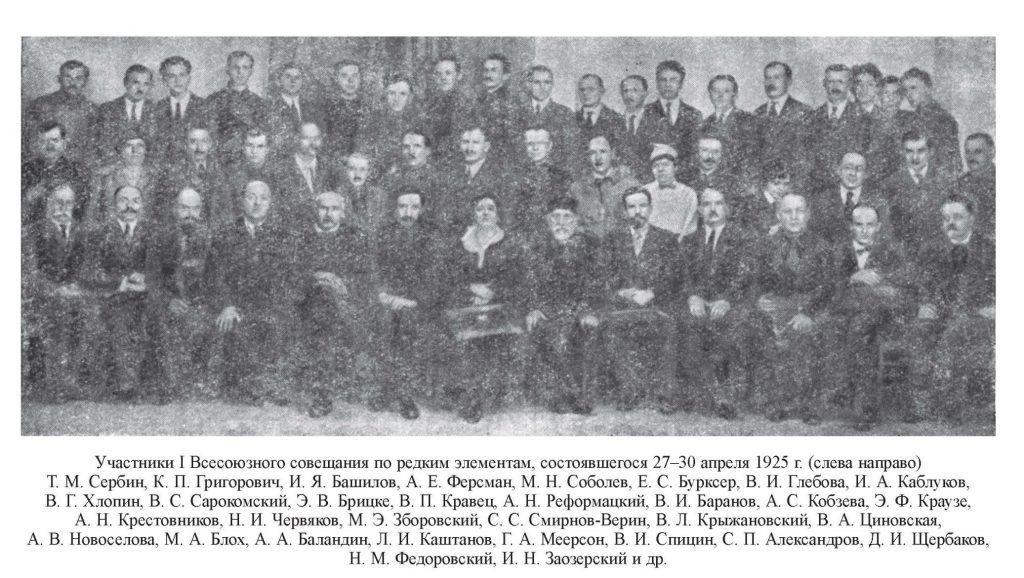
Меерсон — Участники 1 Всесоюзного совещания по редким элементам

Григорий Абрамович Меерсо́н (1901, Балашов, Саратовская губерния — 1975, Москва) — советский учёный, специалист в области металлургии тугоплавких редких металлов и порошковой металлургии.

## Биография
Родился в 1901 году в Балашове (ныне Саратовская область). Окончил химический факультет 1-го МГУ (1923). Работал ассистентом кафедры общей и неорганической химии, и одновременно — на Московском электроламповом заводе и других предприятиях промышленности, с 1934 года на руководящих должностях (в том числе — директор Московского опытного вольфрамового завода).
По совместительству преподавал в столичных вузах. Доктор технических наук (1935), профессор (1933).
В 1931 году организовал и возглавил кафедру металлургии редких металлов МИТХТ. С 1934 профессор, с 1943 зав. кафедрой в Московском институте цветных металлов и золота, позже — заведующий этой же кафедрой в Московском институте стали.
Автор многих научных работ и 55 изобретений. Впервые в СССР получил металлический вольфрам (1922). После командировок в Германию и США получил твёрдый сплав победит (1929). В 1930 году в СССР было выпущено 3,8 т. твердых сплавов, через год уже 26 т, а в 1932 году более 45 т. (Журавлев С. В. «Маленькие люди» и «большая история»: Иностранцы Московского электрозавода в советском обществе 1920—1930 гг. — М., 2000, с. 54-55, 57, 71, 75.).
Разработал технологию производства тантала, тантал-ниобиевого сплава и материалов для ядерной техники.
Умер в 1975 году в Москве.

## Книги
Автор (совместно с А. Н. Зеликманом) книги «Металлургия редких металлов». М., 1973.

## Награды и премии
- Сталинская премия второй степени (1946) — за разработку и внедрение технологии производства тантала и тантало-ниобиевых сплавов и изделий из них
- Сталинская премия третьей степени (1948) — за разработку и внедрение новых методов производства твёрдых сплавов
- Ленинская премия (1961)